# Академія хорового мистецтва імені В. С. Попова
Академія хорового мистецтва імені В. С. Попова — музичний навчальний заклад у Москві. Ректор — Н. М. Азаров. До 2009 року носила ім'я А. В. Свєшникова

## Історія
Академія заснована на початку 1990-х років Віктором Поповим на базі Хорового училища імені А. В. Свєшнікова, яке було засноване в 1944 році.
Біля витоків Хорового училища стояли А. В. Свєшников (в 1982 училищу присвоєно його ім'я) та запрошені ним хорові диригенти Н. І. Дем'янов та А. Ф. Гребньов, вихованці Синодального училища церковного співу, традиції якого (чоловічий склад хору, суміщення навчальної та концертної роботи) були тут продовжені.
До 1989 училище знаходилося на Великій Грузинській вулиці, 4/6. В кінці 1980-х для нього збудовано будинок на Фестивальній вул., 2. Там училище розташовується зараз. Зараз Хорове училище входить до складу Академії. Після смерті В. С. Попова у 2008 року навчальний заклад був позбавлений імені Свєшнікова і отримав ім'я попереднього керівника — В. С. Попова.

## Навчання
Курс навчання в Академії включає три ступені: школу, училище та вищий навчальний заклад. Випускники отримують дипломи за двома спеціальностями: диригування та вокальне мистецтво. З 1992 у виш приймають і дівчат. У 1995 в академії навчалися 200 учнів, з них 66 — у виші. У 1996 відкриті аспірантура та асистентура.

## Концертна діяльність
У сферу діяльності Академії входять навчальна, просвітницька, науково-методична робота та широка концертна практика. В Академії сім хорових колективів: хор хлопчиків, хор юнаків, чоловічий хор (організований з випускників училища в 1989) та чотири змішаних камерних хору, що складаються з студентів кожного з чотирьох курсів вишу. Часто хори об'єднуються для спільного виконання творів великих форм. Спеціально для хору хлопчиків на початку 1950-х рр.. були створені ораторія «На сторожі миру» С. С. Прокоф'єва, Ораторія «Пісня про ліси» та кантата «Над Батьківщиною нашої сонце сяє» Д. Д. Шостаковича.
Виступи хорів проходять в найбільших концертних залах Москви: Великому та Рахманіновського залах консерваторії, Концертному залі ім. П. І. Чайковського, Колонному залі, Концертному залі Центрального музею музичної культури ім. М. І. Глінки та ін
З хором хлопчиків співпрацювали диригенти:
- С. А. Самосуд
- К. К. Іванов
- Є. А. Мравінський
- К. П. Кондрашин
- Є. Ф. Свєтланов
- Г. М. Рождественський
- Г. Абендрот (Німеччина)
- І. Маркевич (Швейцарія)
- В. Юровський

## Випускники
За час свого існування навчальний заклад підготував понад 500 музикантів. У числі вихованців:
хормейстери
- А. А. Юрлов (починав навчання в Ленінградському хоровому училищі)
- В. Н. Мінін (починав навчання в Ленінградському хоровому училищі)
- Ф. М. Козлов (починав навчання в Ленінградському хоровому училищі)
- А. Д. Кожевников
- І. І. Раєвський
- В. С. Попов
- Л. З. Конторович
- Ю. А. Євграфов
- Л. М. Павлов
- М. Б. Турецький

композитори
- А. Г. Флярковський (починав навчання в Ленінградському хоровому училищі)
- Р. К. Щедрін
- Р. Г. Бойко
- Е. Н. Артем'єв
- В. Г. Кікта
- В. М. Григоренко
- В. Г. Агафонніков
- Ю. А. Євграфов

диригенти
- Е. А. Сєров
- Л. В. Ніколаєв
- Л. А. Гершкович
- А. Ф. Ушкарьов

оперні співаки
- Д. М. Корчак

письменники
- Р. Г. Добровенський

В 1970 хорове училище очолив його вихованець професор В. С. Попов (з 1992 — ректор, пізніше художній керівник).